# Davide Zanotelli
Davide Zanotelli (Trento, 19 maggio 1988) è un giocatore di curling italiano, atleta di Cembra del Curling Club Trentino.
Ha fatto parte della nazionale italiana di curling disputando un campionato mondiale (Cortina d'Ampezzo 2010) e tre campionati europei (Füssen 2007, Champéry 2010 e Mosca 2011). Dal 2006 al 2007 ha fatto parte della nazionale italiana junior di curling partecipando ad un campionato mondiale junior (Jeonju 2006) e due European Junior Curling Challenge. Nel 2005 prende parte alla nazionale italiana allievi di curling partecipando ad un European Youth Olympic Winter Festival (festival olimpico europeo della gioventù).